# Фаллибилизм
Фаллибилизм (от лат. fallibilis «подверженный ошибкам, погрешимый») — направление постпозитивизма, согласно которому любое научное знание принципиально не является окончательным, а есть лишь промежуточная интерпретация истины, подразумевающая последующую замену на лучшую интерпретацию. Принцип фаллибилизма пересекается с принципом толерантности Поппера.
Понятие «фаллибилизм» было разработано Чарльзом Сандерсом Пирсом, который утверждал, что в любой данный момент времени наше знание о реальности носит частичный и предположительный характер, есть точка в континууме недостоверности и неопределённости. Ю. К. Мельвиль приводит афористическое высказывание Пирса:

Абсолютная непогрешимость может быть присуща лишь папе римскому и экономическим советникам, но я совершенно уверен, что она не присуща таблице умножения.
Идею развивали Карл Поппер и Уиллард Ван Орман Куайн.